# Philonthus varians
Philonthus varians är en skalbaggsart som först beskrevs av Gustaf von Paykull 1789.  Philonthus varians ingår i släktet Philonthus, och familjen kortvingar. Arten är reproducerande i Sverige.